# مونتجومري ويلسون
مونتجومري ويلسون هو متزلج فني كندي، ولد في 20 أغسطس 1909 في تورونتو في كندا، وتوفي في 15 نوفمبر 1964 في ماساتشوستس في الولايات المتحدة.

## وصلات خارجية
- مونتجومري ويلسون على موقع أوليمبيديا (الإنجليزية)